# Lindolf Bell
Lindolf Bell (Timbó, 2 de novembro de 1938 — Blumenau, 10 de dezembro de 1998) foi um poeta brasileiro.

## Biografia
Lindolf Bell era formado pela Escola de Arte Dramática de São Paulo. Seu gosto pela poesia veio dos pais, Theodor e Amália Bell, ambos lavradores (o pai também foi caminhoneiro ). Sua mãe costumava declamar poemas em reuniões familiares. Essa influência foi definitiva na carreira de Bell, encontrando-se enraizada na vida e nas obras do poeta.
Lindolf foi líder do movimento Catequese Poética, uma iniciativa que levava a poesia às ruas por meio de recitais e de cantorias que fazia na janela de sua amada, praças, ruas, viadutos, escolas e universidades, permitindo que milhares de pessoas conhecessem essa forma de arte. Esse trabalho deu a Bell um grande reconhecimento, no Brasil e também no estrangeiro.
Casou-se com a escultora blumenauense Elke Hering. Na década de 1970 os dois, juntamente com o casal de amigos Péricles e Arminda Prade, fundaram a primeira galeria de arte de Santa Catarina, a Açu-Açu, em Blumenau.
Lindolf Bell é atualmente o nome mais citado da poesia catarinense.[carece de fontes?]

## Obras

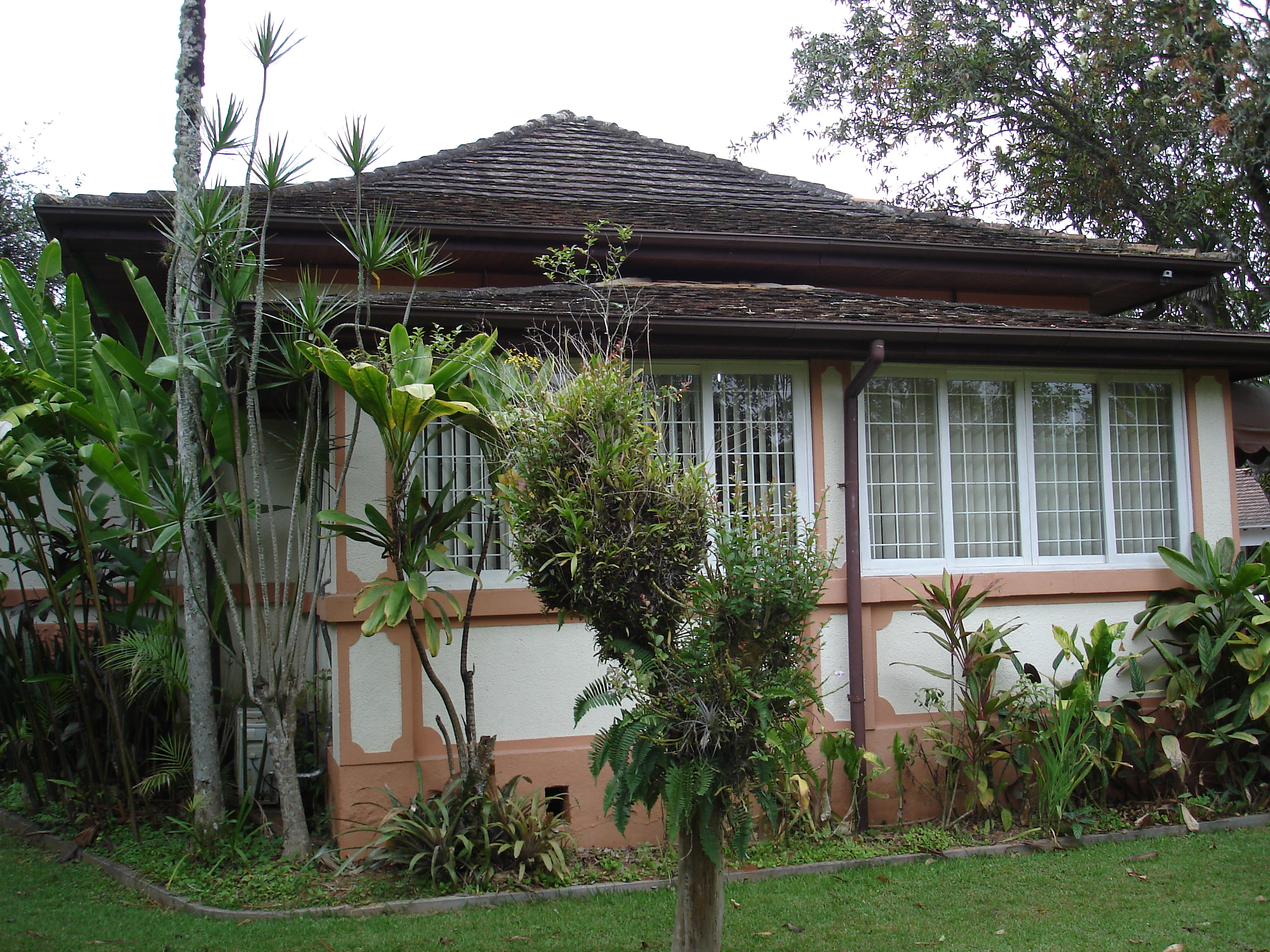
Casa de Lindolf Bell em Timbó, hoje um museu.

- 1962 - Os Póstumos e as Profecias.
- 1963 - Os Ciclos. ( Duas edições: 1963 e 1964 )
- 1965 - Convocação.
- 1966 - Curta Primavera. ( Narrativa Lírica )
- 1966 - A Tarefa.
- 1967 - Antologia Poética de Lindolf Bell.
- 1968 - Catequese Poética Antologia
- 1971- As Annamárias.
- 1974 - Incorporação.
- 1980 - As Vivências Elementares.
- 1984 - O Código das Águas.
- 1985 - Setenário.
- 1987 - Texto e Imagem.
- 1993 - Iconographia.
- 1994 - Pré-textos para um fio de esperança.
- 1994 - Requiem.